# 資政大夫
資政大夫，又稱資善大夫，中國、越南古代散官職稱。
金朝始置资政大夫，為正三品；元朝時沿用，升为正二品，明朝為正二品。清朝為正二品。同治二年（1863年），广州市花都区新华镇三华村建有资政大夫祠，當時用來紀念兵部郎中徐方正的祖父徐德魁。中華民國建立後，政府廢除資政大夫一職。1948年，中華民國行憲後，始設置總統府資政之職位。